# Едуар Глисан
Едуар Глисан (на френски: Édouard Glissant) е френски социолог и историк, поет и философ, драматург, литературен критик, и писател на произведения в жанра съвременен роман. Считан е за един от най-влиятелните писатели на Карибите.

## Биография и творчество
Едуар Глисан е роден на 21 септември 1928 г. в Сейнт-Мари, остров Мартиника, Франция. Баща му е строителен инспектор. Учи в училище „Ламартин“, а през 1938 г. става стипендиант в престижния лицей „Schoelcher“ във Форт-де-Франс. Там се сприятелява с друг известен антилец – Франц Фанон.
През 1946 г. той получава стипендия от френското правителство и се премества в Париж, където учи философия и литература в Сорбоната, и етнология в Музея на човека. Получава бакалавърска степен по философия и специализира антропология при Жан Вал. В началото на 1950 г. пише първите си стихотворения.
През 1953 г. се завръща в Мартиника, където се включва активно в местните литературни общности, проявявайки силна културна и политическа ангажираност. През 1956 г. участва в рамките на Международния кръг от революционни интелектуалци в движението за подкрепа на въстанието в Будапеща, жестоко потушено от съветския режим.
Кариерата му преживява повратен момент през 1958 г., когато е издаден романът му „Река Лезарда“, за който е удостоен с наградата „Ренодо“. В романа се описва борбата на група младежи през септември 1945 г. да премахнат предлагания от властта представител Гарен – ренегат и убиец, преди да станат изборите. Авторът запознава читателите с родината си точно когато народът се надига, за да си извоюва известни свободи. Иновативността на произведението и антиколониалната му насоченост предизвикват широка полемика.
Съвместно с Пол Нигер, Марсел Манвил и други активисти основават през 1961 г. „Фронт за автономия на Карибите и Гвиана“. Заради войната в Алжир генерал Де Гол забранява организацията, а организаторите са арестувани в Гваделупа и експулсирани във Франция със забрана да посещават Карибския басейн.
През 1964 г. е публикуван другият му емблематичен роман „Четвъртият век“, който е удостоен с международната награда „Шарл Вейон“ през 1965 г. С него писателят въвежда понятието „креолизация“ и отново повдига въпроса за пост-колониална идентичност и културна теория.
На следващата година се завръща в Мартиника, където се заселва. През 1967 г. основава във Форт-де-Франс „Институт за научни изследвания на Мартиника“, с цел подобряване на образованието на младите жители на Карибите, в съответствие с реалността на тяхната история и география. В този дух основава през 1971 г. и списанието „Acoma“.
Писателят разделя времето си между Мартиника, Париж и Ню Йорк. През 1980 г. получава докторска степен по литература. В периода 1980 г. до 1988 г. работи като директор на списание „Куриер Юнеско“. От 1988 г. ръководи Центъра за френски и франкофонски изследвания към Университета на Луизиана, където през 1989 г. е обявен за „почетен професор“. Като „почетен професор“ в периода 1994 – 2007 г. преподава френска литература в университета в Ню Йорк.
През януари 2006 г. е бил помолен от Жак Ширак да поеме председателството на нов културен център, посветена на историята на търговията с роби. Проектът не се реализира, тъй като с избирането на Никола Саркози се създава Министерство на имиграцията и националната идентичност, срещу която политика той се противопоставя. През 2007 г. с подкрепата на Ил-дьо-Франс и Министерството на отвъдморските територии основа „l'Institut du Tout-monde“ (Институт за целия свят) по въпросите на културната глобализация.
Едуар Глисан умира 3 февруари 2011 г. в Париж. Погребан е в гробището на община Диамант в Мартиника. В негова памет е кръстен парк в Париж.

## Произведения

### Самостоятелни романи
- La Lézarde (1958) – награда „Ренодо“
Река Лезарда, изд.: „Народна култура“, София (1960), прев. Пенка Пройкова
- Le Quatrième Siècle (1964)
Четвъртият век, изд.: „Народна култура“, София (1985), прев. Марио Добчев
- Malemort (1975)
- La Case du commandeur (1981)
- Mahogany (1987)
- Tout-Monde (1995)
- Sartorius: le roman des Batoutos (1999)
- Ormerod (2003)

### Пиеси
- Monsieur Toussaint (1961)

### Поезия
- La Terre inquiète (1955)
- Le Sel Noir (1960)
- Les Indes, un champ d'îles, La Terre inquiète (1965)
- L'Intention poétique (1969)
- Boises; histoire naturelle d'une aridité (1979)
- Le Sel noir; Le Sang rivé; Boises (1983)
- Pays rêvé, pays réel (1985)
- Fastes (1991)
- Poèmes complets /Le Sang rivé; Un Champ d'îles; La Terre inquiète; Les Indes; Le Sel noir; Boises; Pays rêvé, pays réel; Fastes; Les Grands chaos/ (1994)
- Le Monde incréé: Conte de ce que fut la Tragédie d'Askia; Parabole d'un Moulin de Martinique; La Folie Célat (2000)
- La Terre le feu l’eau et les vents: une anthologie de la poésie du Tout-monde (2010)